# Port de Bruxelles

Le bassin Sainte-Catherine, par Eugène Boudin en 1871

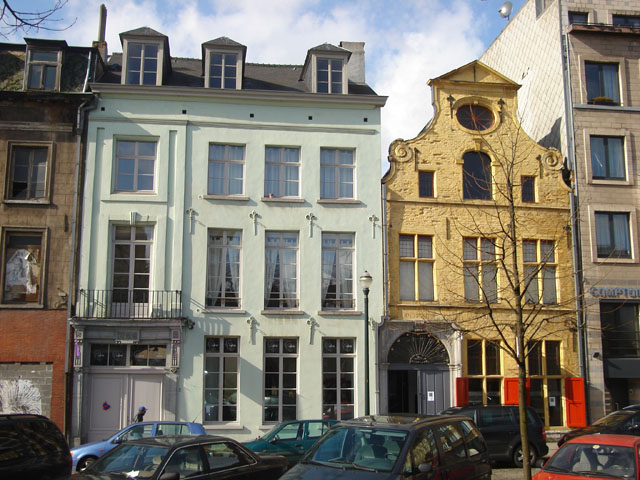
Quai au Bois de Construction, 4-5

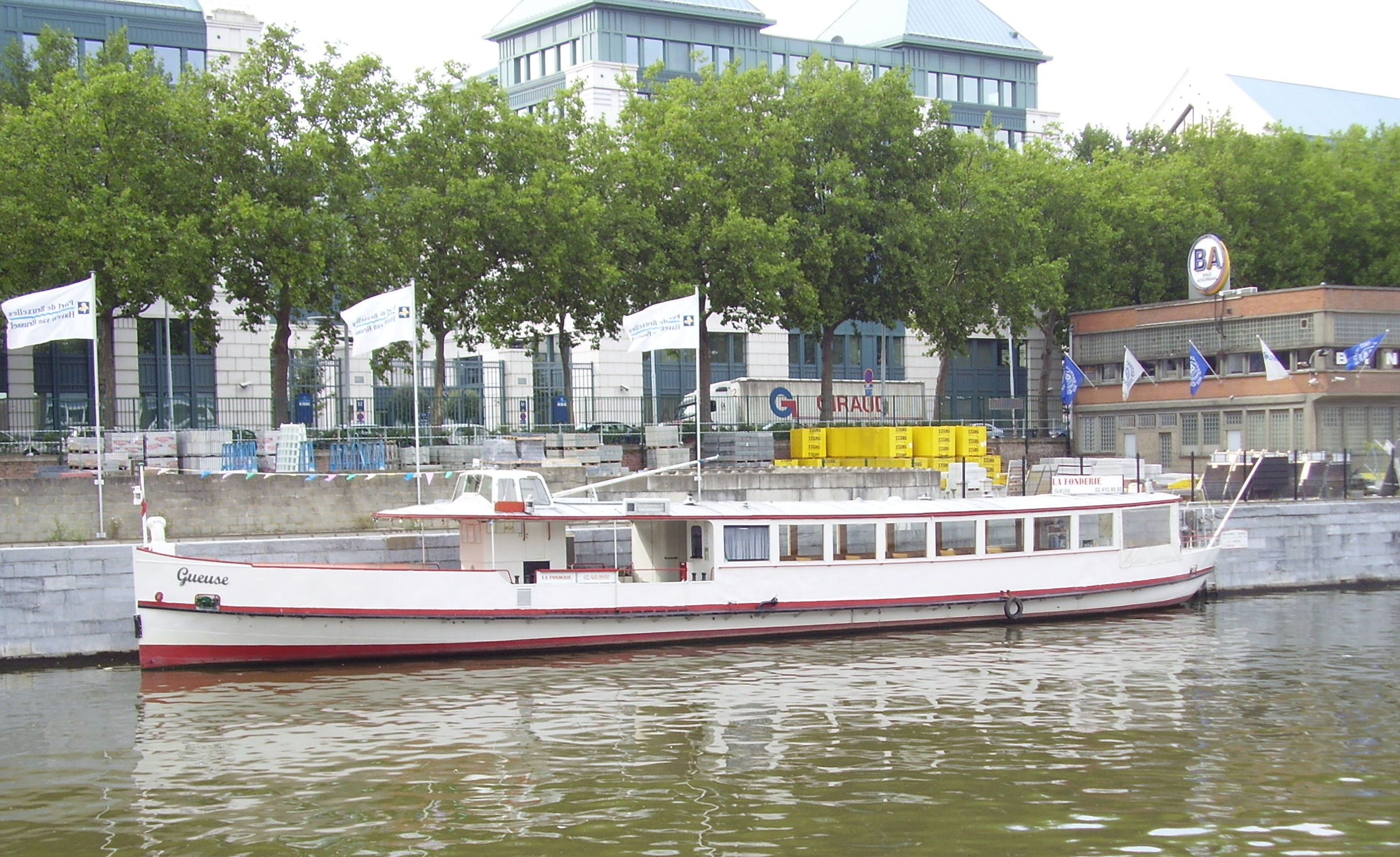
La Gueuse, amarrée au Quai des Matériaux

Le port de Bruxelles est un port intérieur belge situé à Bruxelles. Depuis 1993, il est géré par un organisme d'intérêt public régional.

## Historique
C'est dans les années 1550 que les Bruxellois prennent la décision de creuser le canal de Willebroeck pour contourner la ville de Malines afin d'éviter le paiement de taxes à cette ville par les bateliers qui la traversaient sur la rivière Senne en transportant des marchandises destinées à Bruxelles.
Dès le XVIIIe siècle, le port de Bruxelles devenait accessible à des navires de mer grâce au prolongement du canal jusqu'au Rupel, affluent de l'Escaut, ce qui créait la liaison avec le port maritime d'Anvers.
Le port intérieur de Bruxelles, autour du bassin Sainte-Catherine, fut un important centre de distribution de marchandises jusqu’au début du XXe siècle, lorsque les bassins furent comblés. Ceux-ci sont néanmoins reconnaissables aujourd'hui grâce aux noms des rues du quartier des quais :
- quai au Bois à brûler,
- quai à la Houille,
- quai au Foin,
- quai au Bois de Construction, etc.

Le cours du canal fut modifié pour le connecter au canal Bruxelles-Charleroi ouvert en 1832 et qui traverse la ville vers le sud, créant une liaison directe entre le port d'Anvers, le bassin industriel du Hainaut avec, entre autres, Charleroi, reliant ainsi les bassins fluviaux de la Meuse et de l'Escaut et aussi les canaux français grâce, en Belgique, à la modernisation du réseau du XIXe siècle porté au gabarit européen de 1 350 tonnes et équipé des ouvrages d'art du plan incliné de Ronquières et de l'ascenseur funiculaire de Strépy-Thieu.

## Évolution du trafic
En 1896 est créée la Société du Canal et des Installations Maritimes et en 1922 un canal entièrement modernisé est ouvert, relié à Anvers par le Rupel et l'Escaut.
En 1974, le trafic atteint 14,4 millions de tonnes. C'est l'apogée du transport par voie d'eau. Les élargissements successifs, aux XIXe et XXe siècles, avec un raccordement direct à l'Escaut, permettent l'arrivée de navire de mer qui remontent jusqu'à Bruxelles qui est, de fait, le port le plus à l'intérieur des terres en Europe occidentale. Les grands travaux des années 1970 ont créé une liaison directe du canal avec l'Escaut, ce qui a permis une augmentation du tonnage des bateaux de mer jusqu'à 4.500 tonnes ainsi que l'accès des grands trains de péniches venant de Flandre et des Pays-Bas, au nord, tout en améliorant les échanges avec les zones industrielles du sud belge. Dans les années 1960-70, des « pinardiers » remontant depuis les côtes françaises amenaient du vin dans leurs soutes et des navires soviétiques, apportant ce que l'on appelle les bois du Nord, approvisionnaient des entrepôts en constant accroissement. À l'occasion de manifestations, telles que les expositions universelles ou diverses commémorations, on a vu venir s'amarrer à Bruxelles des malles de passagers Ostende-Douvres et même des navires de guerre en visite officielle. Pour guider ces bateaux, il existe un corps de pilotes spécialisés qui ont reçu une formation de pilotes de mer afin de pouvoir prendre en main ces bateaux de mer de diverses nationalités en conformité avec les règlements internationaux.

## Trafic
Le port fait maintenant transiter chaque année plus de 6 millions de tonnes de marchandises. Situé au cœur d'une vaste zone portuaire et industrielle qui regroupe plus de 300 entreprises, il fournit près de 12 000 emplois (dont 8 000 emplois directs). Depuis l'été 2009, les bateliers notamment bénéficient d'une zone wifi gratuite outdoor Urbizone sur toute la zone de l'avant-port entre le pont Van Praet et le pont de Buda, longue de 3,5 kilomètres, dans le cadre de la politique régionale de lutte contre la fracture numérique.
La société du Port de Bruxelles est chargée de la gestion, de l'exploitation et du développement du port et des installations portuaires dans la Région de Bruxelles-Capitale.
Entre 1908 et 1996, le chemin de fer industriel du port de Vilvorde et extensions dessert un grand nombre de clients du port.